# Mie Sando
Mie Sophie Sando, née le 26 octobre 1993 à Tønsberg, est une handballeuse norvégienne.
En 2013, elle atteint la finale de la Ligue des champions avec son club de Larvik HK. 
En 2022, elle signe pour le Toulon Métropole Var Handball.

## Palmarès
Compétitions internationales
- finaliste de la Ligue des champions en 2013 avec Larvik HK[3]